# فرودگاه محلی گینزویل
فرودگاه محلی گینزویل (به انگلیسی: Gainesville Regional Airport) یک فرودگاه همگانی بهره‌برداری هوایی با کد یاتا GNV است که یک باند فرود آسفالت دارد و طول باند آن ۲۲۸۷ متر است. این فرودگاه در کشور ایالات متحده آمریکا قرار دارد و در ارتفاع ۴۶ متری از سطح دریا واقع شده‌است.

## شرکت‌های هواپیمایی و مقصدهای پروازی

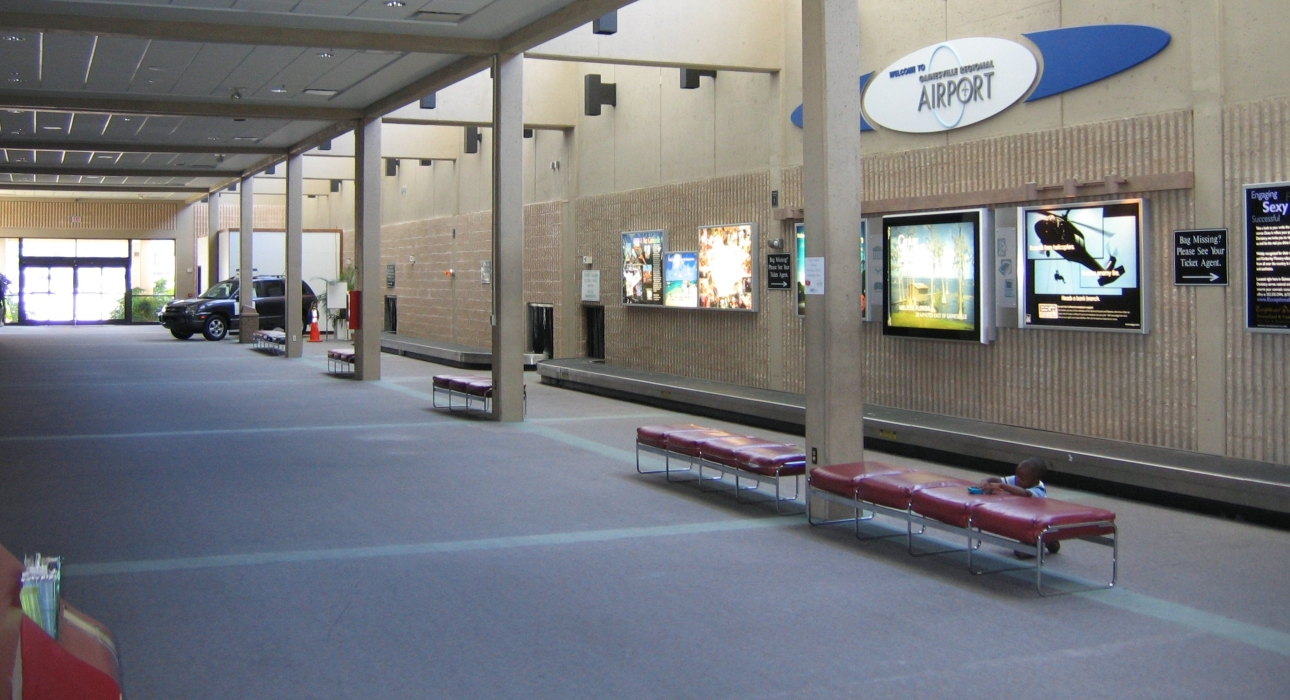
Airport Interior, West Lobby

Scheduled passenger service:
| شرکت‌های هواپیمایی | مقصدهای پروازی          |
| ----------------- | ----------------------- |
| امریکن ایگل       | شارلوت داگلاس، میامی    |
| دلتا ایرلاینز     | هارتسفیلد-جکسون آتلانتا |
| دلتا کانکشن       | هارتسفیلد-جکسون آتلانتا |

### Top destinations
| Rank | City                    | Passengers |
| ---- | ----------------------- | ---------- |
| 1    | هارتسفیلد-جکسون آتلانتا | 122,000    |
| 2    | شارلوت داگلاس           | 62,000     |
| 3    | میامی                   | 20,000     |